# 802
Évszázadok: 8. század – 9. század – 10. század
Évtizedek: 750-es évek – 760-as évek – 770-es évek – 780-as évek – 790-es évek – 800-as évek – 810-es évek – 820-as évek – 830-as évek – 840-es évek – 850-es évek
Évek: 797 – 798 – 799 – 800 –  801 – 802 – 803 – 804 – 805 – 806 – 807

## Események

### Európa
- Eiréné bizánci császárnő a Balkánon megszervezi a Makedonia themát.
- Bizánci patríciusok összeesküvése megdönti Eiréné hatalmát; a volt császárnőt Leszboszra száműzik, ahol állítólag gyapjúfonásból kell fenntartania magát. A trónra Niképhorosz kincstárnok kerül.
- Nagy Károly frank császár kiadja Capitulare missorum generale rendeletgyűjteményét, melyben meghatározza a királyi küldöttek (missi dominici) jogkörét és előírja, hogy minden szabad férfi tegyen neki hűségesküt.
- Nagy Károly aacheni udvarába visszaérkezik a még 797-ben Hárún ar-Rásíd kalifához küldött követség. A követek közül csak a zsidó Izsák maradt életben és magával hozza a kalifa ajándékát, egy Abul-Abbász nevű indiai elefántot.
- Giovanni Galbaio velencei dózse 16 éves unokaöccsét nevezi ki Olivola püspökévé. Johannes gradói pátriárka ezt nem hagyja jóvá (névlegesen a jelölt fiatal kora miatt, de azért is, mert ő frankpárti, míg a dózse a frankellenes pártot erősíti). A dózse fia, Maurizio erre feldúlja Gradót, az idős pátriárkát pedig ledobatja egy magas toronyból. A Galbaiók ellenzéke Trevisóba menekül, ahol az elhunyt pátriárka helyére annak unokaöccsét, Fortunatust választják meg és követséget küldenek a frankokhoz.
- I. al-Hakam córdobai emír hadvezére, Amrusz ibn Júszuf visszafoglalja a lázadók kezére jutott Zaragozát és Huescát.
- Beorhtric wessexi király felesége, Eadburh megpróbálja megmérgezni a férje kegyencét, Worrt, de véletlenül mindkettejüket megmérgezi. Eadburh Nagy Károly udvarába menekül, aki megteszi őt egy kolostor apátnőjének. A wessexi trón a korábban Beorhtric elől a frankokhoz menekült Ecgberhté lesz.
- Vikingek fosztják ki az ionai apátságot.

### Ázsia
- II. Dzsajavarman az indokínai Csenla királya megalapítja a Khmer Birodalmat.
- Koreában megalapítják Heinsza templomát.

## Születések
- Hugó, Nagy Károly törvénytelen fia
- Ono no Takamura, japán költő
- Ralpacsen, tibeti császár

## Halálozások
- Beorhtric, wessexi király
- Karantániai Domicián, szláv apát
- Friauli Szent Paulinus, itáliai teológus

## Fordítás
- Ez a szócikk részben vagy egészben  a(z)   802 című angol Wikipédia-szócikk ezen változatának fordításán alapul.  Az eredeti cikk szerkesztőit annak laptörténete sorolja fel. Ez a jelzés csupán a megfogalmazás eredetét és a szerzői jogokat jelzi, nem szolgál a cikkben szereplő információk forrásmegjelöléseként.